# Picumnus innominatus
Picumnus innominatus, conhecido como picapauzinho-sarapintado é uma espécie de ave pertencente à família dos picídeos.  Pode ser encontrada no subcontinente indiano e no sudeste da Ásia, abrangendo Bangladesh, Butão, Camboja, Hong Kong, Índia, Indonésia, Laos, Malásia, Mianmar, Nepal, Paquistão, Tailândia, Tibete e Vietnã.